# 김병욱 (희극인)
김병욱(1986년 1월 23일 ~ )는 대한민국의 희극 배우이다.
급식왕에서 멸치형 역을 맡고있다.
개인 유튜브채널 멸치형을 운영하고있다.

## 학력
진도중학교 졸업
진도실업고등학교 졸업
- 백제예술대학교 방송연예과(휴학)

## 출연작

### 방송
- 코미디빅리그 (tvN)
  - 《용명 왈(曰)》 김용명의 동생 역
  - 《깽스맨》 지브라파 오인택의 부하 역
  - 《지구대 김순경》 고등학생 역
  - 《이게 무슨일이야》
- 개그투나잇 (SBS)
  - 《한사장》
  - 《우리말 차이점》
  - 《영상물 심사 위원회》

- 개그콘서트 (KBS2)
  - 《호위무사》
  - 《심곡 파출소》